# قوش‌کوپیر
قوش‌کوپیر (به ازبکی: Qoʻshkoʻpir، قۉش‌كۉپیر) یک شهر در ازبکستان است که در شهرستان قوش‌کوپیر واقع شده‌است. قوش‌کوپیر ۴۲٬۸۰۰ نفر جمعیت دارد.